# Распопов, Игорь Павлович
Игорь Павлович Распопов (28 января 1925, Россошь — 24 марта 1982, Воронеж) — русский советский лингвист, доктор филологических наук, профессор.

## Биография
И. П. Распопов родился 28 января 1925 г. в г. Россошь (ныне — Воронежской области).
Участвовал в Великой Отечественной войне.
В 1950 г. окончил Куйбышевский педагогический институт и поступил в аспирантуру того же вуза. В 1952 г. переехал в Благовещенск, где сначала доцентствовал, а затем возглавил кафедру русского языка БГПИ. В 1953 г. защитил кандидатскую диссертацию (науч. рук. — проф. А. Н. Гвоздев). С 1958 по 1968 г. руководил кафедрой языкознания и русского языка филологического факультета БашГУ (ныне Уфимский университет науки и технологий). В 1966 г. защитил докторскую диссертацию в Институте русского языка АН СССР. С 1968 по 1982 год был заведующим кафедрой русского языка филологического факультета Воронежского госуниверситета. Ушел из жизни 24 марта 1982 года в Воронеже. Начиная с 1983 года, в Воронежском государственном университете проходят ежегодные Распоповские чтения.

## Научная деятельность
И. П. Распопов — специалист в области общего и русского синтаксиса, методологии и методики лингвистических исследований . Автор более 100 научных работ.
С именем И. П. Распопова в отечественной лингвистике связано последовательное разграничение в структуре предложения двух разных аспектов: конструктивного и коммуникативного. Предложение как конструктивная единица определяется с точки зрения связей и отношений составляющих его компонентов. В коммуникативном аспекте это же предложение характеризуется «как единица коммуникации со свойственным ей и формально сигнализируемым „сообщительным“ смыслом» [Распопов 1970: 31]. Положение И. П. Распопова о двуаспектности содержательной структуры предложения стало солидным фундаментом для большинства современных уровневых концепций предложения.

## Наиболее значимые публикации
- Актуальное членение предложения : На материале простого повествования преимущественно в монологической речи / И. П. Распопов .— Уфа : Изд-во Башк. ун-та, 1961. — 163 с.
- Очерки по теории синтаксиса / И. П. Распопов .— Воронеж : Изд-во Воронеж ун-та, 1973. — 220 с.
- Методология и методика лингвистических исследований : Методы синхронного изучения языка : Пособие по спецкурсу / И. П. Распопов .— Воронеж : Изд-во Воронеж. ун-та, 1976. — 111 с.
- Спорные вопросы синтаксиса / И. П. Распопов; отв. ред. Н. П. Колесников .— Ростов н/Д : Изд-во Рост. ун-та, 1981. — 125 с.
- Основы русской грамматики : Морфология и синтаксис. — Воронеж : Издательство Воронеж. ун-та, 1984. — 350 с. В соавт. с А. М. Ломовым
- Лекции по фонологии и лексикологии : Учебное пособие .— Воронеж : Изд-во ВГУ, 1986. — 119 с.
- Избранные работы по лингвистике / И. П. Распопов ; Воронеж. гос. ун-т. — Воронеж : Воронеж. гос. ун-т, 2005. — 187 с
- Очерки по теории синтаксиса / И. П. Распопов; предисл. А. М. Ломова. — Изд. 2-е, доп. — М. : ЛИБРОКОМ, 2009. — 218 с. — (Из лингвистического наследия И. П. Распопова).